# Rottach-Egern
Rottach-Egern est une commune de Bavière (Allemagne), située dans l'arrondissement de Miesbach, dans le district de Haute-Bavière. Le centre de vacances est situé sur la rive sud du lac Tegernsee, dans l'Oberland bavarois. Rottach-Egern est célèbre pour sa montagne locale, le Wallberg de 1 722 m d'altitude avec le Wallbergbahn.
Rottach a été mentionné pour la première fois dans des documents sous Eberhardt Ier, qui fut abbé du monastère de Tegernsee de 1002 à 1003.

## Géographie

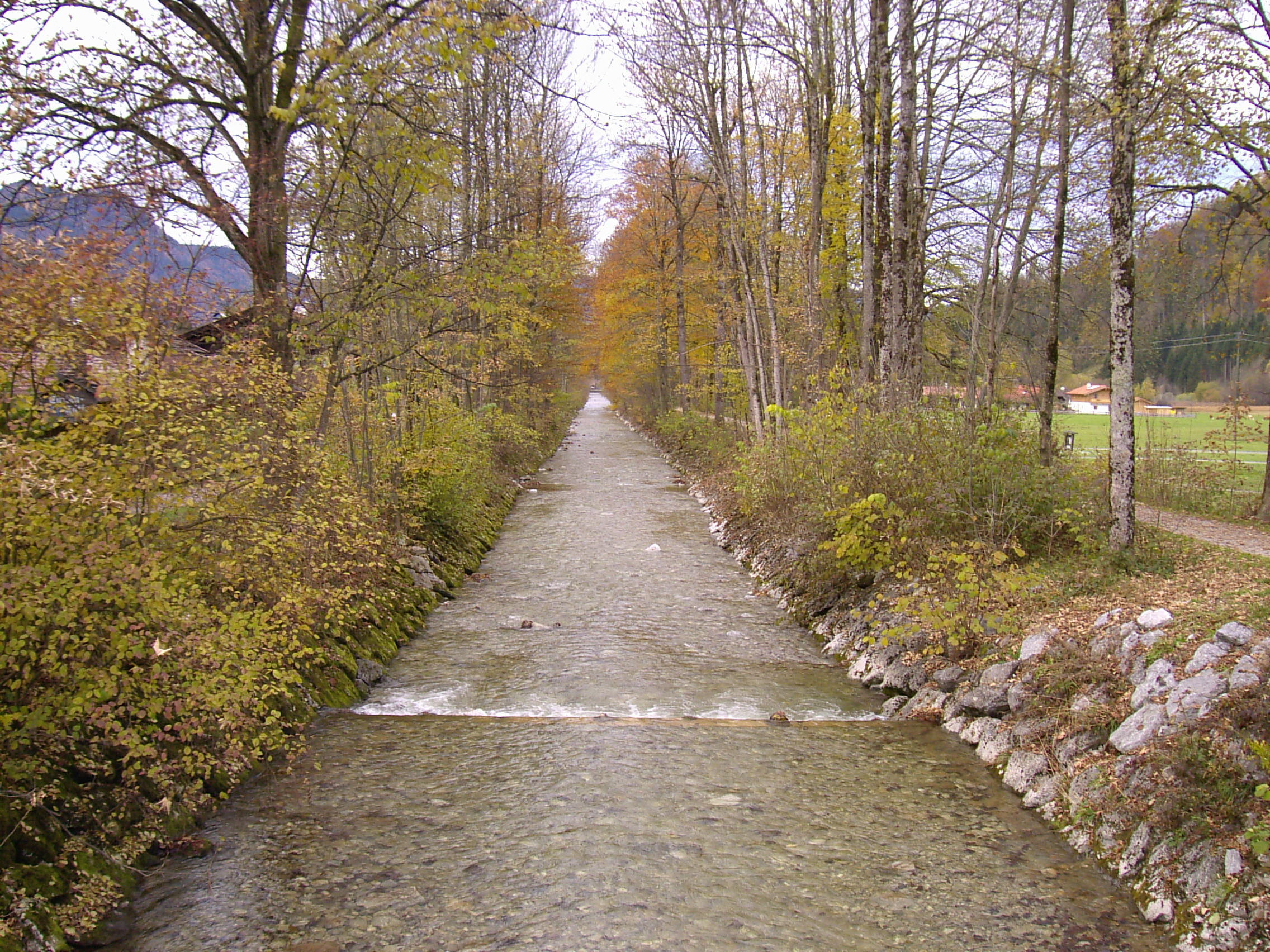
La rivière Rottach donne son nom au commune de Rottach.

Rottach-Egern se trouve dans la vallée du Tegernsee, la partie ouest d'Egern directement sur la rive sud du Tegernsee. Les anciens villages Rottach, Egern, Gasse, Schorn, Sonnenmoos, Sonnenmoos, Staudach, Weißach et Wolfsgrub se sont regroupés en un seul village. D'autres hameaux de la commune sont Berg, Ellmau, Hagrain, Haslau, Kalkofen, Oberach, Sutten et Trinis. Les hameaux de Brandstatt, Enterrottach, Erlach, Kühzagl et Unterwallberg, le Gutfeld déserté et la maison d'habitation Wallberg sont également présents.
Afin de préserver le paysage urbain, aucune nouvelle zone de construction ne sera désignée, mais la zone de construction existante sera compactée par de nouveaux bâtiments.
En plus du lac Tegernsee, il y a d'autres petits lacs sur le territoire municipal. Il s'agit notamment du lac Widrigsee (également lac Glockner), du lac Suttensee, du lac Riederecksee et du lac Röthensteiner. Alors que la Weißach constitue la frontière avec la commune de Kreuth sur plusieurs kilomètres, la Rottach s'étend pour l'essentiel sur le territoire communal de Rottach-Egern et ne constitue la frontière locale avec Tegernsee que sur le dernier kilomètre avant son embouchure.
L'administration municipale est située dans le district de Rottach. L'église paroissiale St. Laurentius est située dans le quartier d'Egern.

### Communautés voisines

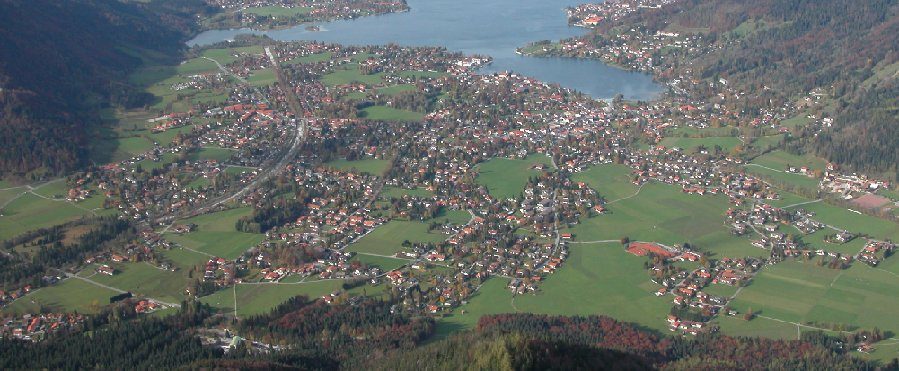
Rottach-Egern, Vue depuis Wallberg

- Bad Wiessee
- Gmund am Tegernsee
- Kreuth
- Ville Tegernsee
- Schliersee

## Histoire

### Jusqu'à la fondation du village
Rottach-Egern a été mentionné pour la première fois dans des documents sous Eberhardt I, qui fut abbé du monastère de Tegernsee de 1002 à 1003. C'était un village de pêcheurs et d'agriculteurs et a été soumis à la cour du monastère de Tegernsee jusqu'en 1803. Rottach est devenue une communauté politique indépendante au cours des réformes administratives en Bavière en 1818.

### XIXeauXXIesiècle
Depuis 1817, les princes de Wittelsbach chassent et se détendent au lac Tegernsee; les premiers vacanciers sont également venus avec eux. Depuis le 19 mars 1951, la ville porte officiellement un double nom.
La 53e Conférence Bilderberg s'est tenue à Rottach-Egern du 5 au 8 mai 2005.

### Évolution démographique
| An        | 1939 | 1959 | 1970 | 1991 | 1995 | 2005 | 2010 | 2015 |
| --------- | ---- | ---- | ---- | ---- | ---- | ---- | ---- | ---- |
| Habitants | 2827 | 5117 | 5240 | 5503 | 5368 | 5238 | 5619 | 5733 |

## Culture et curiosités

### Coutumes
Le Trachtenverein et les Gebirgsschützen jouent un rôle important dans le village.

### Musée
Le "Museum im Gsotthaber Hof" (anciennement le musée de l'autocar, de l'attelage et du traîneau), Rottach-Egern, dans le quartier de Wolfsgrub, remonte à la collection de Thomas Böck et présente sur 700 m2 une collection de voitures rurales, harnais, outils d'équitation et de conduite, ainsi que des objets de l'industrie alpine et forestière. Les bois de cerf sauvage sont uniques dans la vie de cette collection. Le musée est soutenu par la commune de Rottach-Egern.

## Bâtiments

### St. Laurentius

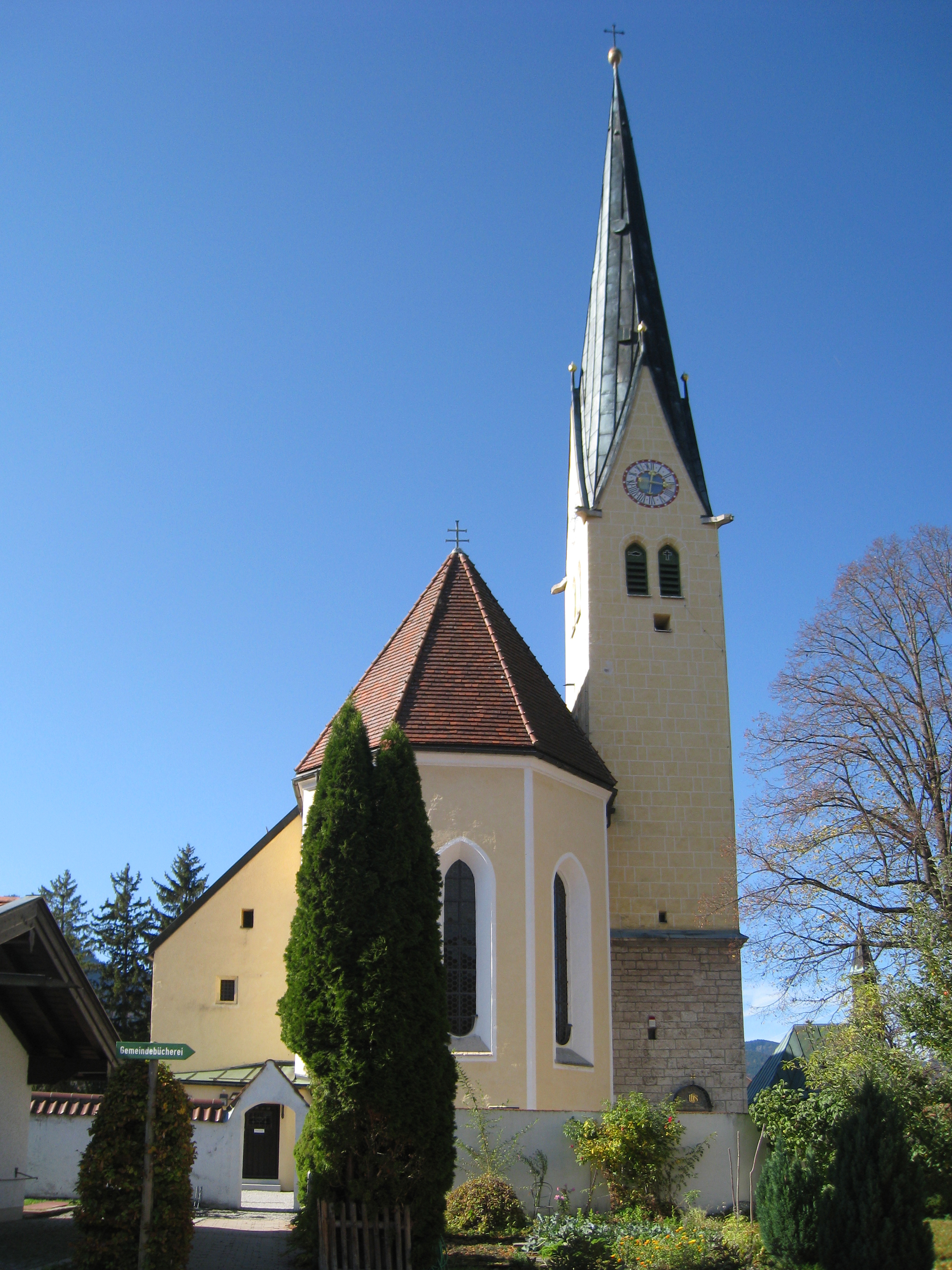
Vue extérieure de St-Laurentius

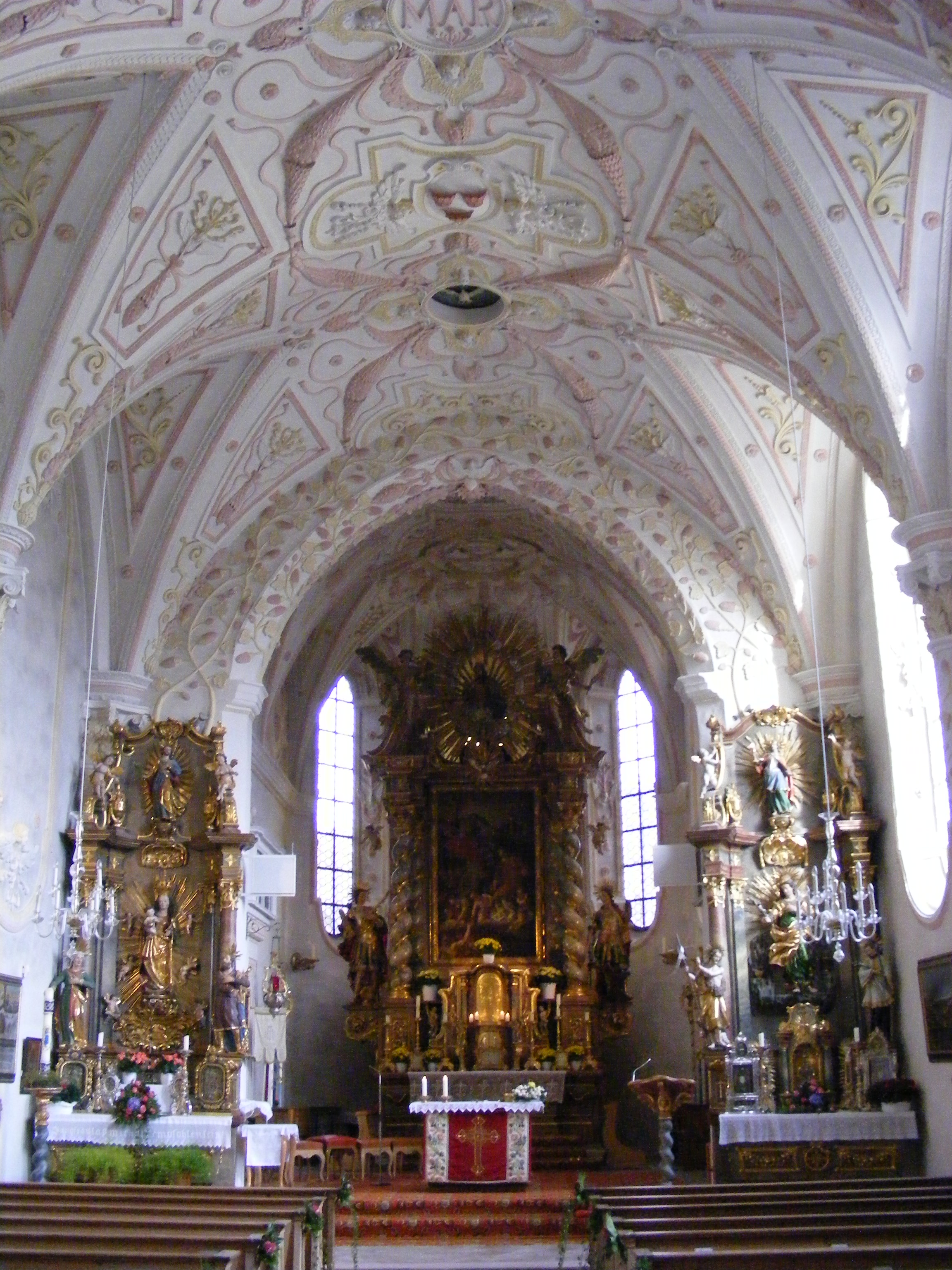
Vue intérieure de St-Laurentius

L'église St. Laurentius dans le quartier d'Egern a été mentionnée pour la première fois en 1111. Il fut agrandi en 1466 dans le style gothique tardif et à partir de 1670, il fut décoré d'éléments baroques. Le casque pointu de la tour de l'église située presque directement sur le lac Tegernsee est visible de loin.
Le bâtiment est utilisé par la paroisse catholique du même nom et est entouré d'un cimetière paroissial où sont enterrés plusieurs personnalités connues, comme Leo Slezak ou Karl-Maria Herrligkoffer.
En septembre 2016, Marianne et Michael se sont mariés à l'église.

### L'Église Auferstehungskirche

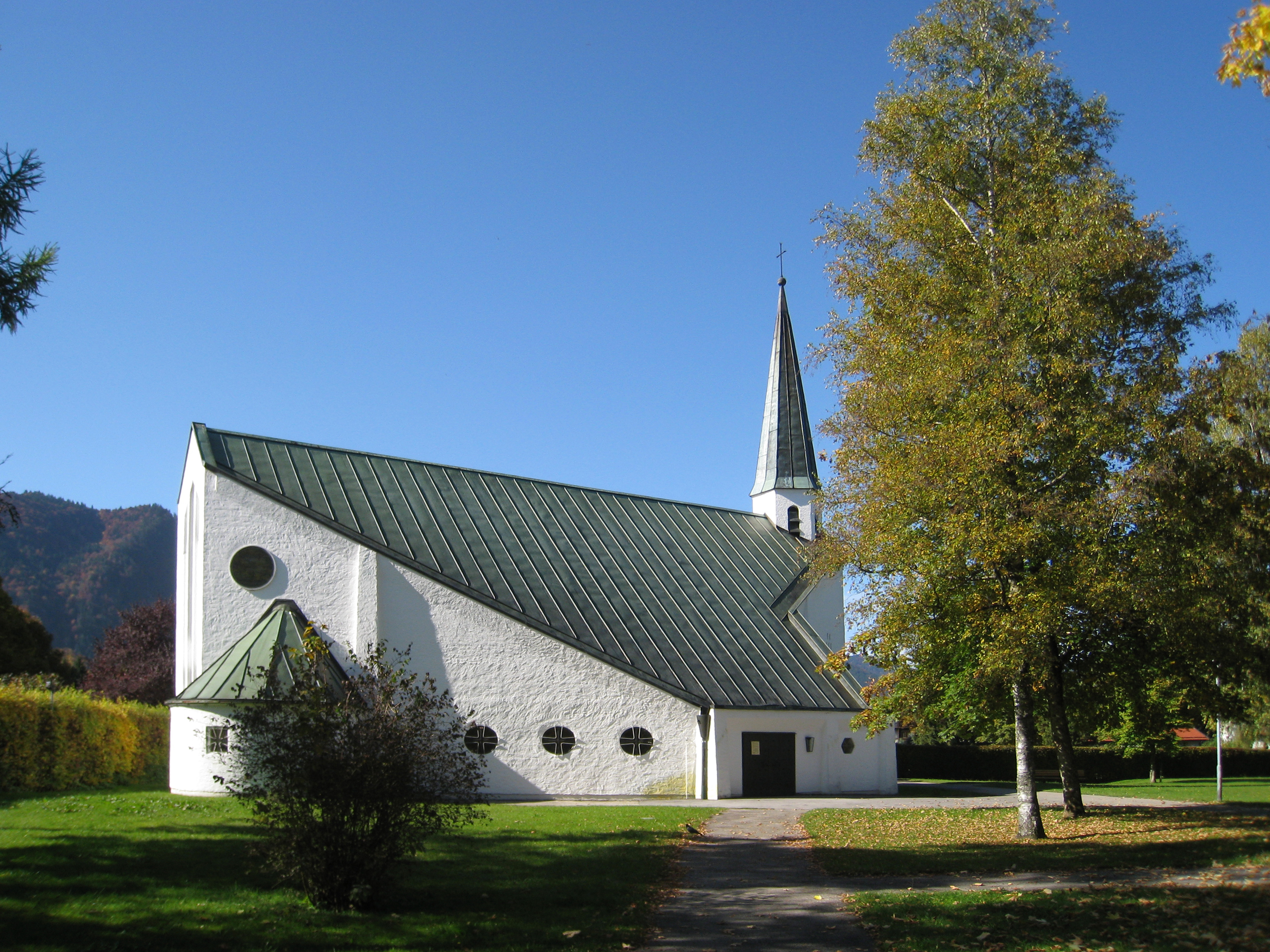
Auferstehungskirche

Construite entre 1953 et 1955 par l'architecte Olaf Andreas Gulbransson, l'église évangélique luthérienne de la Résurrection se trouve à environ 400 mètres de l'église St Laurentius. Il y a aussi un cimetière où sont enterrés Olaf Gulbransson, son fils Olaf Andreas Gulbransson et Mary Gerold-Tucholsky.

## Personnalités
- Ilse Fehling (1896-1982), sculptrice et costumière a vécu à Rottach-Egern après 1946.
- Grete Weil (1906-1999), écrivain allemande y est née
- Bob Marley joue un dernier concert enregistré à Pittsburgh, le 23 septembre 1980 avant que sa tournée Uprising soit définitivement annulée. Il subit des séances de radiothérapie et de chimiothérapie qui lui font perdre ses dreadlocks au Memorial Sloan-Kettering Cancer Center de New York et se convertit le 4 novembre à l'Église orthodoxe éthiopienne, dont la plus haute autorité était feu l'empereur d'Éthiopie Hailé Sélassié Ier, considéré par les rastas comme étant la réincarnation de Jésus annoncée dans l'Apocalypse (« le roi des rois, seigneur des seigneurs »). Il se fait baptiser Berhane Sélassié dans l'église orthodoxe de Miami puis part cinq jours plus tard pour une clinique de Rottach-Egern en Bavière, où il suit un traitement anticancéreux controversé (transfusions sanguines, séances d’hyperthermie et des injections de THX, un agent anticancérigène ) avec le docteur Josef Issels, spécialiste allemand en médecine holistique qui prend en charge les cancéreux en phase terminale considérés comme perdus par la médecine traditionnelle. Ce traitement prolonge sa vie au prix de dures souffrances